# Guillermo Franco
Guillermo Luis Franco Farcuasón, plus connu sous le nom de Guillermo Franco, né le 3 novembre 1976 à Corrientes (Argentine), est un footballeur qui a la double nationalité mexicaine et argentine. Il joue au poste d'attaquant avec l'équipe du Mexique.

## Carrière

### En équipe nationale
Il a fait ses débuts internationaux en octobre 2005 contre l'équipe du Guatemala.
Franco participe à la coupe du monde 2006 avec l'équipe du Mexique.
Le 2 septembre 2010, il annonce qu'il met un terme à sa carrière internationale, "pour laisser la place aux jeunes" selon ses propos. 

## Palmarès
- Copa Mercosur en 2001
- Tournoi d'ouverture argentin en 2001
- Tournoi de clôture mexicain en 2003 (élu meilleur joueur)
- Meilleur buteur du tournoi d'ouverture mexicain en 2004